# Nervule
 (mai 2025).
Si vous disposez d'ouvrages ou d'articles de référence ou si vous connaissez des sites web de qualité traitant du thème abordé ici, merci de compléter l'article en donnant les références utiles à sa vérifiabilité et en les liant à la section « Notes et références ».
Une nervule est une petite nervure ou veine de l'aile des insectes, en zoologie. En botanique, une nervule est un « faisceau de vaisseaux qui parcourent le placentaire d'un fruit ».